# パットナム郡 (テネシー州)
パットナム郡（英: Putnam County）は、アメリカ合衆国テネシー州の中央部に位置する郡である。2010年国勢調査での人口は72,321人であり、2000年の62,315人から16.1%増加した。1990年から2000年までの10年間でも21%増加していた。郡庁所在地はクックビル市（人口30,435人）であり、同郡で人口最大の都市でもある。
パットナム郡はクックビル小都市圏に属している。
パットナム郡は1842年に最初に設立されたときに違憲だと宣言され、1854年2月11日、修正を加えたリチャード・フィールディング・クックの法案がテネシー州議会を通り、正式に設立された。郡名はアメリカ独立戦争のイズラエル・パットナム将軍に因んで名付けられた。

## 歴史
パットナム郡はフレンチ・インディアン戦争の英雄であり、アメリカ独立戦争では将軍だったイズラエル・パットナム将軍に因んで名付けられた。
パットナム郡が最初に作られたのは1842年2月2日のことであり、第24期テネシー州議会で、ジャクソン郡、オーバートン郡、ホワイト郡の一部を合わせてパットナム郡を設立する法案が成立した。この法で、新郡の測量を監督するために、全てジャクソン郡出身のアイザック・バック、バートン・マーチバンクス、ヘンリー・L・マクダニエル、ローソン・クラーク、カー・テリー、リチャード・F・クック、H・D・マーチバンクス、クレイブン・マドックス、エリジャ・コンが指名された。
測量はやはりジャクソン郡出身のマウンス・ゴアによって行われ、議会は郡の中心近くに「モンティチェロ」と呼ぶことになる郡庁所在地を置くことを指示した。しかし、オーバートン郡とジャクソン郡は、パットナム郡の面積が憲法に定める下限以下だったので、その設立は違法であることを主張し、継続中だった測量の差し止め命令を確保した。パットナム郡の役人はこの不服申し立てに回答することができず、1845年3月、リビングストンの衡平法裁判所で判事ブロムフィールド・L・リドリーがパットナム郡の違憲状態とそれ故に解消されるべきと判断した。1854年、ジャクソン郡選出の下院議員ヘンダーソン・M・クレメンツが、新しく測量された結果により、パットナム郡は新設するだけの面積があることをその同僚に納得させ、パットナム郡は再度設立された。現在のオールグッドに近いホワイトプレーンズが暫定的郡庁所在地に指定された。
この法では、郡庁所在地を「クックビル」と命名することも決めていた。これはテネシー州上院議員を1851年から1854年まで務め、ジャクソン郡、フェントレス郡、メイコン郡、オーバートン郡、ホワイト郡のそれぞれ代表を務めたリチャード・F・クックに因む命名だった。また、ホワイト郡のジョシュア・R・ストーンとグリーン・ベイカー、オーバートン郡のウィリアム・デイビスとイザイア・ウォートン、ジャクソン郡のジョン・ブラウンとオースティン・モーガン、ディカーブ郡のウィリアム・B・ストークスとバード・S・リー、スミス郡のベンジャミン・A・ベイデンとネイサン・ウォードが、コナーの測量結果を審査し、郡中心から2.5マイル (4 km) 以内に郡庁舎の場所を選定することを認めていた。最初の郡政委員会でその場所として、当時はチャールズ・クックが所有していた丘の上の土地を選んだ。
パットナム郡はには重要な硝石の鉱山があった。硝石は弾薬の主要成分であり、洞窟の土を濾すことで得られた。カーフキラー・バレーにあるカーフキラー硝石洞窟が主たる採掘場であり、やはりカーフキラー・バレーにあるジョンソン洞窟でも採掘された。どちらの洞窟にも採掘が行われた痕跡を残している。郡内の他の洞窟でも小規模な採掘が行われていた。中部テネシーで最も多く硝石が採掘されたのは、米英戦争と南北戦争のときだった。

## 地理
アメリカ合衆国国勢調査局に拠れば、郡域全面積は403平方マイル (1,040 km2)であり、このうち陸地401平方マイル (1,040 km2)、水域は2平方マイル (5.2 km2)で水域率は0.37%である。
パットナム郡は広大なカンバーランド川流域に入っている。郡南部はケイニー・フォークの支流で排水され、北東部はオービー川、北中部と北西部はコーデル・ハル湖に排水される。フォーリングウォーター川とカーフキラー川というケイニー・フォークの2支流の水源は、郡東部のモンテレー近くにある。

### 隣接する郡
- オーバートン郡 - 北東
- フェントレス郡 - 北東
- カンバーランド郡 - 東
- ホワイト郡 - 南
- ディカーブ郡 - 南西
- スミス郡 - 西
- ジャクソン郡 - 北西

## 人口動態

2000人口ピラミッド

以下は2010年国勢調査による人口統計データである。
| 基礎データ - 人口: 72,321人 - 世帯数: 28,930 世帯 - 家族数: 18,489 家族 - 人口密度: 70人/km2（181人/mi2） - 住居数: 31,882軒 - 住居密度: 31軒/km2（80軒/mi2） 人種別人口構成 - 白人: 92.0% - アフリカン・アメリカン: 2.0% - ネイティブ・アメリカン: 0.4% - アジア人: 1.2% - 太平洋諸島系: 0.1% - その他の人種: 2.8% - 混血: 1.5% - ヒスパニック・ラテン系: 5.3% 年齢別人口構成 - 18歳未満: 22.3% - 18-24歳: 14.7% - 25-44歳: 27.9% - 45-64歳: 21.9% - 65歳以上: 13.2% - 年齢の中央値: 34歳 - 性比（女性100人あたり男性の人口） - 総人口: 98.4 - 18歳以上: 96.7 | 世帯と家族（対世帯数） - 18歳未満の子供がいる: 26.3% - 結婚・同居している夫婦: 52.7% - 未婚・離婚・死別女性が世帯主: 9.8% - 非家族世帯: 34.0% - 単身世帯: 27.1% - 65歳以上の老人1人暮らし: 10.0% - 平均構成人数 - 世帯: 2.41人 - 家族: 2.94人 収入と家計 - 収入の中央値 - 世帯: 33,092米ドル - 家族: 39,53米ドル - 性別 - 男性: 29,243米ドル - 女性: 21,001米ドル - 人口1人あたり収入: 18,892米ドル - 貧困線以下 - 対人口: 16.4% - 対家族数: 10.3% - 18歳未満: 15.9% - 65歳以上: 16.1% |

## 都市と町
- クックビル - 郡庁所在地
- モンテレー
- オールグッド
- バクスター

### 未編入の町
| - バンガム - ボマ - ブルーミントンスプリングス - ブラザートンマウンテン - バッファローバレー | - ケーンクリーク - シーダーヒル - ディッティ - ダブルスプリングス - ドライバレー | - ジェントリー - パラゴン - ファイファーマウンテン - ピピン - ロッキーポイントマウンテン | - シルバーポイント - ウェストゲイト - ウィノナ |

## 教育

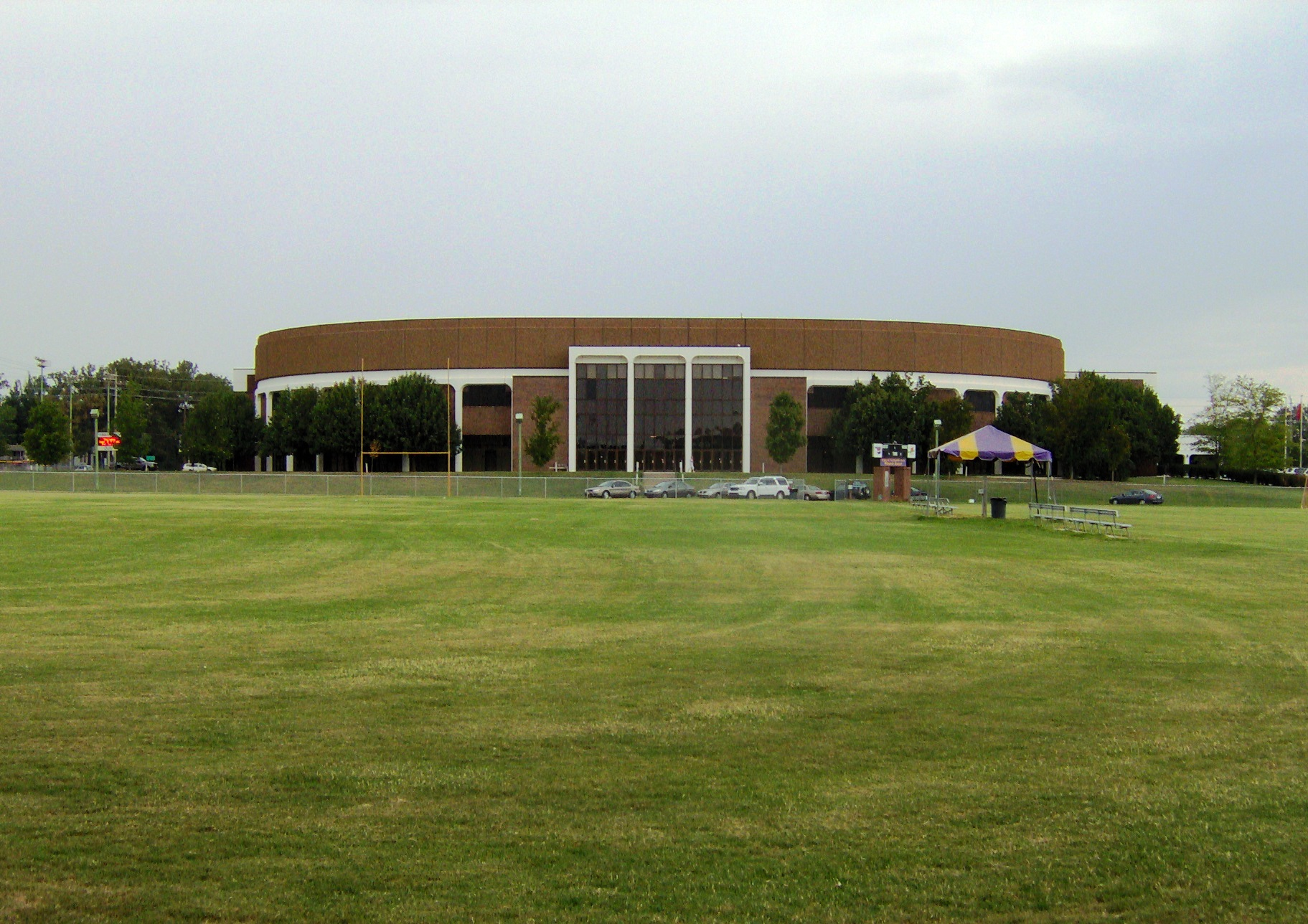
テネシー工科大学フーパー・エブレン・センター

パットナム郡最大の町であるクックビルにはテネシー工科大学があり、工学部、教育学部、経営学部があり、田園部医療の中心になっている。この大学で最大のカレッジはカレッジ・オブ・アーツ・アンド・サイエンスである。学生数は11,800人であり、郡人口の3分の1を占めている。
パットナム郡教育学区は郡全体にある18の学校で、11,000人の児童生徒を受け入れている。学校は全て認証済みである。最大の学校であるクックビル高校は州内の大都市圏にない学校として最大であり、国際バカロレア課程のある8高校の1つである。

## 大衆文化の中で
トム・ウェイツが1975年のアルバム「Nighthawks at the Diner」で、パットナム郡での生活を歌っている。